# Белизе на Светском првенству у атлетици на отвореном 2019.
Белизе је учествовао на 17. Светском првенству у атлетици на отвореном 2019. одржаном у Дохи од 27. септембра до 6. октобра шеснаести пут. Репрезентацију Белизеа представљао је 1 атлетичар који се такмичио у трци на 100 м.,.
На овом првенству такмичар Белизеа није освојио ниједну медаљу, нити је постигао неки резултат.
И после овог првенства Белизе се налази у групи земаља које нису освајале медаље на светским првенствима.

## Учесници
Мушкарци:
- Брендон Џоунс — Трка на 100 метара

## Резултати

### Мушкарци
| Атлетичар     | Дисциплина | Лични рекорд | Предтакмичење | Предтакмичење | Квалификације        | Квалификације        | Полуфинале           | Полуфинале           | Финале               | Финале       | Детаљи |
| Атлетичар     | Дисциплина | Лични рекорд | Резултат      | Место         | Резултат             | Место                | Резултат             | Место                | Резултат             | Место        | Детаљи |
| ------------- | ---------- | ------------ | ------------- | ------------- | -------------------- | -------------------- | -------------------- | -------------------- | -------------------- | ------------ | ------ |
| Брендон Џоунс | 100 м      | 10,49 НР     | 10,88         | 4. у гр. 2    | Није се квалификовао | Није се квалификовао | Није се квалификовао | Није се квалификовао | Није се квалификовао | 42 / 65 (68) |        |